# ۳٬۳-دی‌ایندولیل‌متان
۳،۳-دی‌ایندولیل‌متان یا DIM (به انگلیسی: 3,3'-Diindolylmethane) یک ترکیب شیمیایی با شناسه پاب‌کم ۳۰۷۱ است. 
با نام های دیگر آن، دی‌ایندولیل‌متان و DIM هم نام‌برده می‌شود.

### خواص تغذیه و درمانی
دی‌ایندولیل‌متان (DIM) که یک مکمل غذایی محسوب می‌شود، به‌صورت طبیعی نیز تولید می‌شود: از هضم ایندول-۳-کاربینول که در انواع کلم و سبزیجات چلیپائی ( کلم بروکلی ، کلم بروکسل ، کلم و کلم پیچ،‌ کیل) وجود دارد می‌تواند پدید می‌آید.
خواص مفید منسوب به این نوع سبزیجات چلیپایی، تا حدی  بخاطر فعالیت DIM است.
مطالعات در شرایط آزمایشگاهی (in vitro) نشان داده‌اند که ترکیب دی‌ایندولی‌متان (DIM) می‌تواند به‌عنوان یک بازدارندهٔ هیستون‌دی‌استیلاز (HDAC) عمل کند، به‌ویژه علیه آنزیم‌های HDAC1، HDAC2 و HDAC3.
پژوهشگرانی از دانشگاه بن گوریون در نگب با همکاری تیم‌هایی از دانشگاه سیچوآن و دانشگاه ملی سنگاپور گزارش داده‌اند که DIM  می‌تواند تا ۹۰٪ تشکیل بیوفیلم‌های باکتریایی مسئول پلاک‌های دندانی و پوسیدگی را کاهش دهد.

در مطالعه‌ای دیگر مشخص شد که DIM یک آگونیست کانابینوئیدی ضعیف است که میل اتصال مختصری به گیرنده‌های CB1 و CB2 دارد.

از آنجا که DIM یک متابولیت حاصل از ایندول-۳-کاربینول است، برای سایر خواص درمانی احتمالی، به ایندول-۳-کاربینول (I3C) مراجعه شود.